# Dulcinea Juárez
Dulcinea Juárez (17 de marzo de 1977  Vilaseca, Tarragona) es una actriz, principalmente, de musicales.

## Biografía
Su formación como actriz se complementa con estudios en canto lírico y moderno, guitarra clásica, piano, danza y esgrima artística. Su primer trabajo como actriz fue en el parque temático PortAventura Park, como cantante y bailarina del Saloon.
Ha protagonizado los musicales La Bella y la Bestia (2000), El Mikado (2005), Los productores (2006), la gira de We will rock you, Las amargas lágrimas de Petra von Kant y Cazadoras de sueños. En 2009 se incorporó al musical Spamalot como Dama del Lago.
De manera paralela ha tenido pequeñas intervenciones en diversas series de televisión como Aída, Cuéntame cómo pasó, Matrimonio con hijos, Tirando a dar, Maitena:  Estados alterados, Mi gemela es hija única, El comisario y La hora de José Mota. Además, participó en la serie LEX, dando vida a la secretaria Katia.
En febrero de 2010 colaboró en el programa Lo que diga la rubia (Cuatro), que presentó Luján Argüelles. También participó en la serie La isla de los nominados (Cuatro) como Verónica Alpino, el mito sexual de una generación que lleva fatal el paso de los años.
En 2021 apareció disfrazada de artista renacentista en el concurso de televisión de Antena 3 Veo cómo cantas, donde interpretó la canción No One de la cantante estadounidense Alicia Keys.

## Participaciones

### Teatro
- 2022 Company en el papel de Sarah, musical dirigido por Antonio Banderas.
- 2018 Orgasmos
- 2015 Cabaret
- 2011 Forever Young, en el papel de Dulcinea Juárez.
- 2010 Proyecto Youkali, en el papel de Alexandra Borishova.
- 2009 Spamalot, en el papel de Dama del Lago.
- 2006 Los productores, en el papel de Ulla.
- 2005 El Mikado, en el papel de Yum-yum.
- We Will Rock You.
- Cazadoras de sueños.
- 2000 La Bella y la Bestia, en el papel de Lumiere.

### Televisión
- 2013 Amar es para siempre, como Sonia Martel Antena 3
- 2011 Palomitas, varios personajes, Fija (Telecinco)
- 2011 BuenAgente, 1 episodio, (La Sexta)
- 2011 Los Quién, María, 1 capítulo, (Antena 3 TV)
- 2011 Gran Reserva, Belén, 1 capítulo, (La 1)
- 2010 2011 ¿Estamos Contentos?, varios personajes, especial Navidad, (La 1)
- 2010 Sexo en Chueca, Peyton, 2 capítulos, (La Siete)
- 2010 La sagrada família, Sandra, 1 capítulo, (TV3)
- 2010 La isla de los nominados, Verónica Alpino, protagonista (Cuatro)
- 2010 Lo que diga la rubia, colaboradora, (Cuatro)
- 2009-2010 La hora de Jose Mota, varios personajes, fija (TVE)
- 2008 LEX, Katia, secundaria, (Antena 3 TV)
- 2008 Cuéntame cómo pasó, como Alejandra, varios capítulos, (La 1)
- 2007-2008 Planta 25, como Yolanda, secundaria (Forta)
- 2007 Aída, 1 capítulo, (Telecinco)
- 2006 Tirando a dar, 1 capítulo, (Telecinco)
- 2004 El comisario, 1 capítulo, (Telecinco)